# The Rock Show
The Rock Show è un singolo dei blink-182, pubblicato nel 2001 tratto dall'album Take Off Your Pants and Jacket. La canzone narra della vicenda di un ragazzo e di una ragazza che si conoscono ad un concerto rock. La canzone è stata scritta da Mark Hoppus la stessa notte in cui Tom DeLonge scriveva First Date. I +44 hanno fatto una cover della canzone, dove al posto di Tom DeLonge canta come coro Craig Fairbaugh.

## Video
Il video di The Rock Show vede la band sperperare il denaro che aveva fornito loro la casa discografica per girare il video. Nel video la band usa tale denaro invece per:
- Distribuire denaro ad alcune persone che incontra
- Pagare i servizi di un barbiere e dei vestiti eleganti ad un mendicante e lo conducono in uno strip club
- Pagare un'anziana signora per farsi radere i capelli
- Distruggere una tv con una mazza da baseball e versarvi sopra della birra
- Pagare un gruppo di spogliarelliste per tagliare il prato e lavare la macchina ad uno sconosciuto
- Dare degli skateboard ad alcuni ragazzi, facendoli divertire a saltare il loro furgone
- Comprare delle colombe e liberarle
- Acquistare un'auto per distruggerla sollevandola con una gru e lasciandola cadere su un posteggio, tamponandola poi col proprio furgone
- Pagare un aereo per il trasporto di uno striscione con il titolo del disco (appunto Take Off Your Pants and Jacket)

## Tracce
CD singolo 1
1. The Rock Show (radio edit) – 2:51
2. Time to Break Up – 3:05
3. Man Overboard (radio edit) – 2:46
4. Man Overboard (video) – 3:12

CD singolo 2
1. The Rock Show (album version) – 2:51
2. Aliens Exist (live from The Mark, Tom, and Travis Show) – 3:43
3. Adam's Song (enhanced video) – 4:22

DVD singolo
1. The Rock Show (album version) – 2:51
2. All the Small Things (video) – 2:53
3. Clips from 'The Urethra Chronicles' (video, four 30-seconds clips) – 2:00

## Formazione
- Mark Hoppus – bassista, voce
- Tom DeLonge – chitarrista, voce secondaria
- Travis Barker – batterista